# Rosso corsa
Il rosso corsa è una particolare gradazione di rosso, stabilita dalla FIA, che veniva applicata alle vetture delle squadre italiane nelle corse automobilistiche. Sebbene non sia mai stato codificato ufficialmente, il consenso di massima lo identifica nel Pantone 185 C.

## Storia

### Automobilismo
Con la Coppa Gordon Bennett 1900 si era iniziato a discutere dell'adozione di uno schema di colori nazionali nelle corse automobilistiche; tre anni dopo la cosa venne ufficializzata dall'allora Associazione Internazionale degli Automobil Club Riconosciuti. All'Italia venne inizialmente assegnato il nero, colore che ebbe vita breve poiché dopo appena un paio d'anni, per motivi rimasti sconosciuti, le auto italiane passarono al rosso precedentemente riservato agli Stati Uniti d'America.
Nei primi decenni del Novecento andò quindi a definirsi un preciso schema cromatico internazionale: tra i Paesi più importanti, venne definito il blu (Bleu de France) per le auto francesi, il bianco – affiancato dall'argento in coincidenza con l'Eifelrennen 1934 – per le tedesche, il verde (British racing green) per le britanniche, il biancoblù – con racing stripes – per le statunitensi, il biancorosso per le giapponesi e, come accennato, il rosso per le italiane. Di conseguenza case come Alfa Romeo, Lancia e Maserati in primis, in seguito Ferrari e più raramente FIAT verniciarono con questa tinta le loro vetture da competizione, affinché il pubblico potesse distinguere le squadre italiane che gareggiavano nei campionati automobilistici.

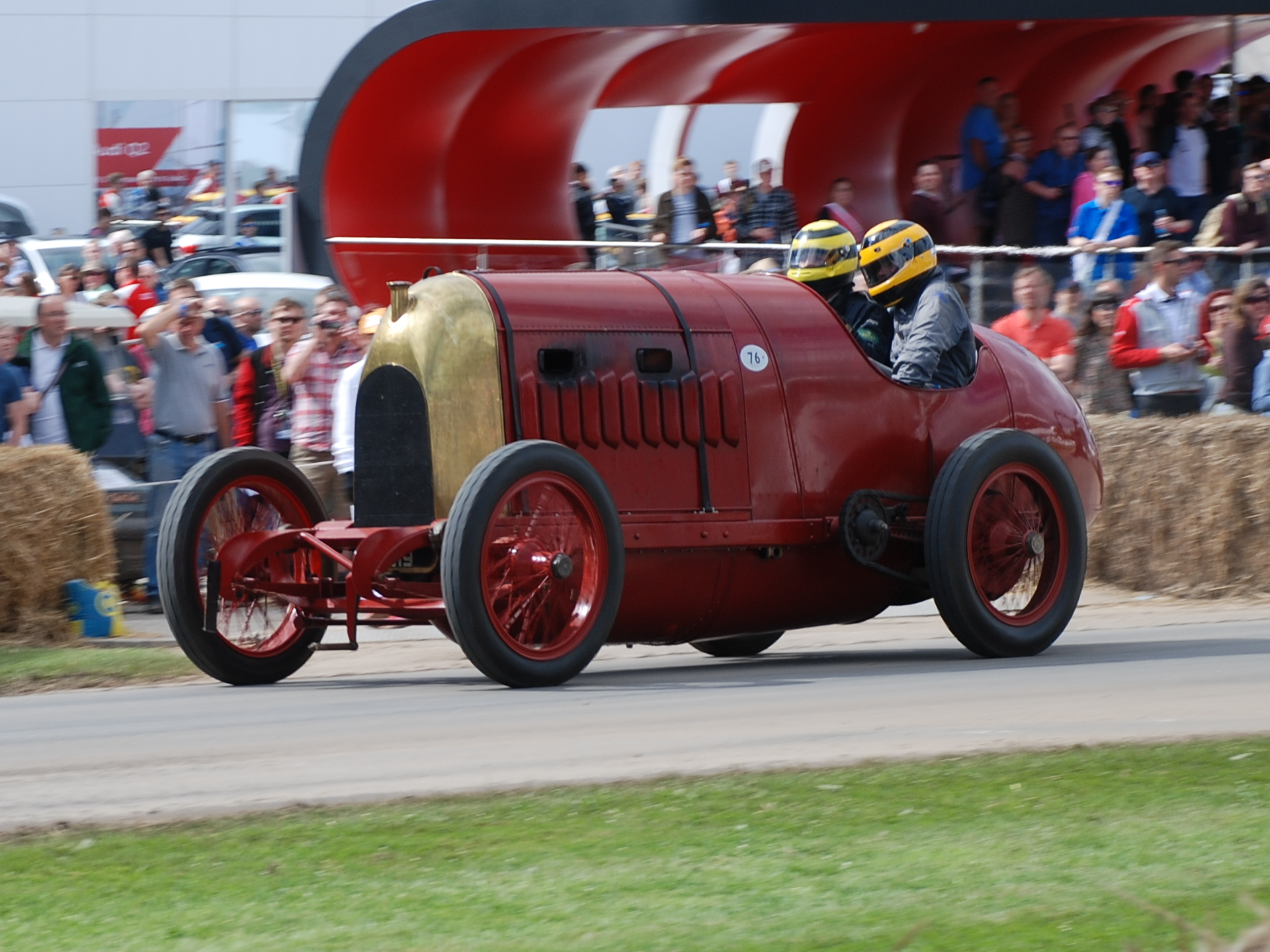
La Fiat S76 Record in rosso FIAT (1911-12)
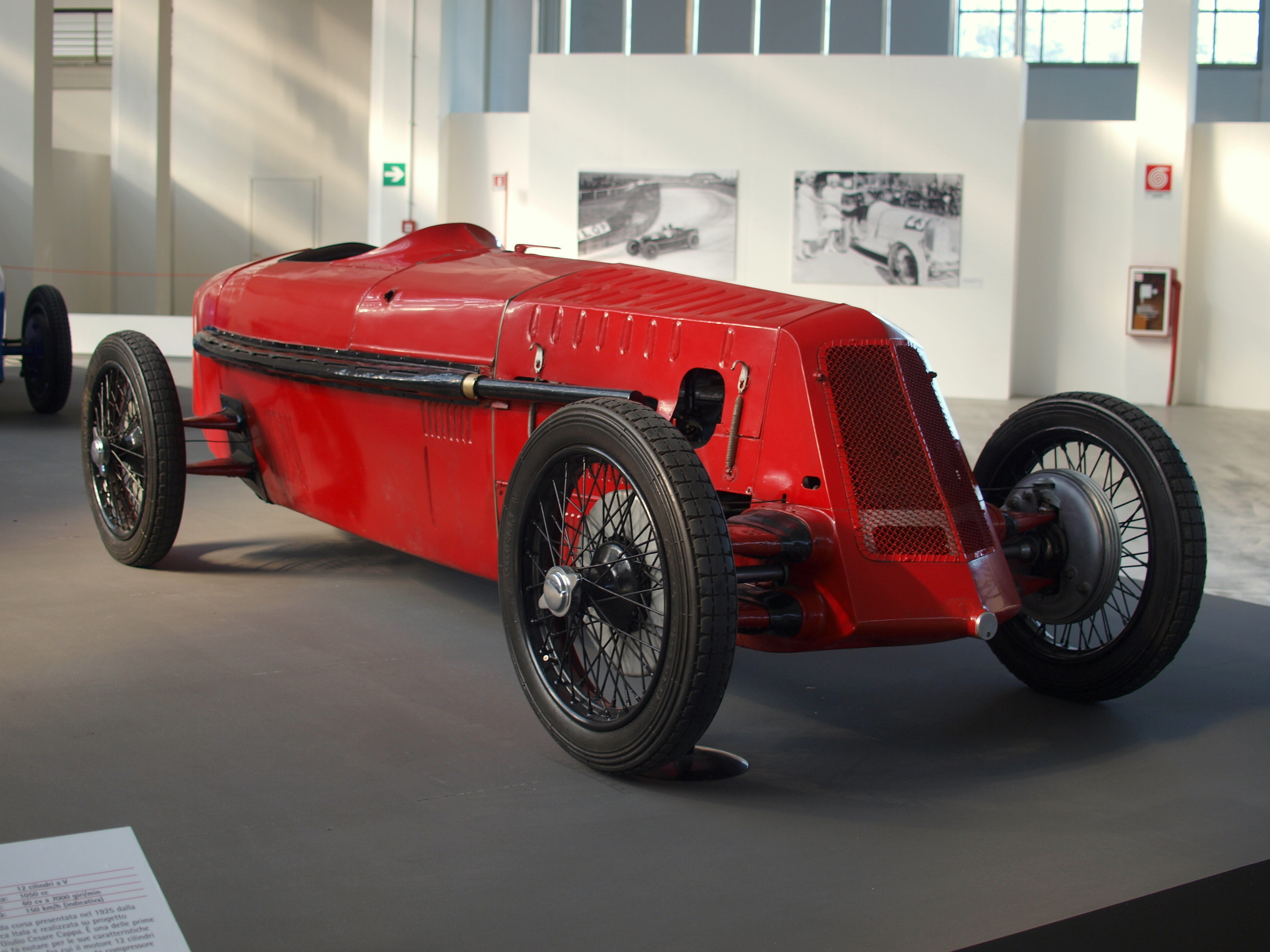
Un'Itala Tipo 11 (1925)
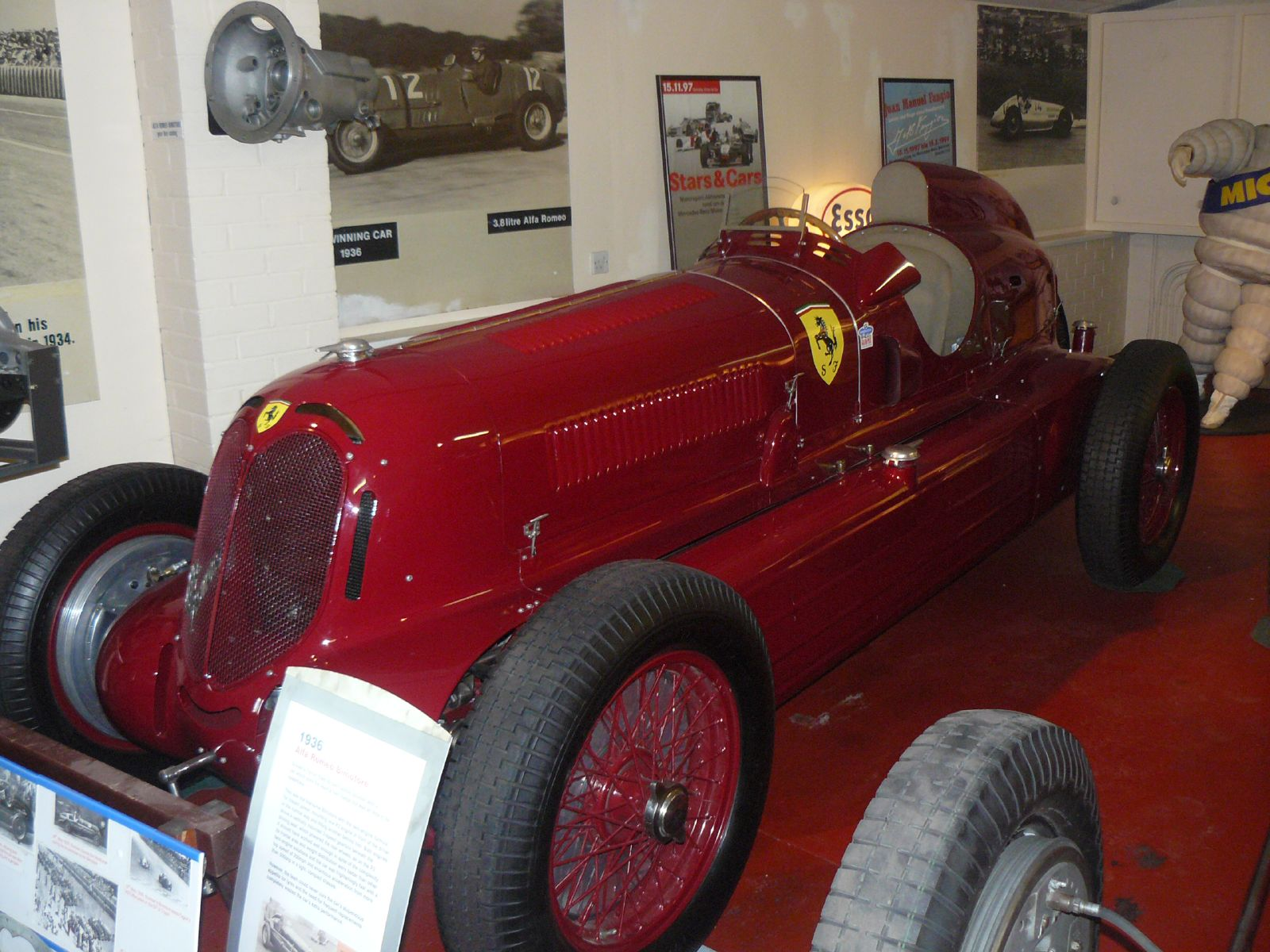
Un'Alfa Romeo 16C Bimotore (1935) della Scuderia Ferrari in rosso Alfa
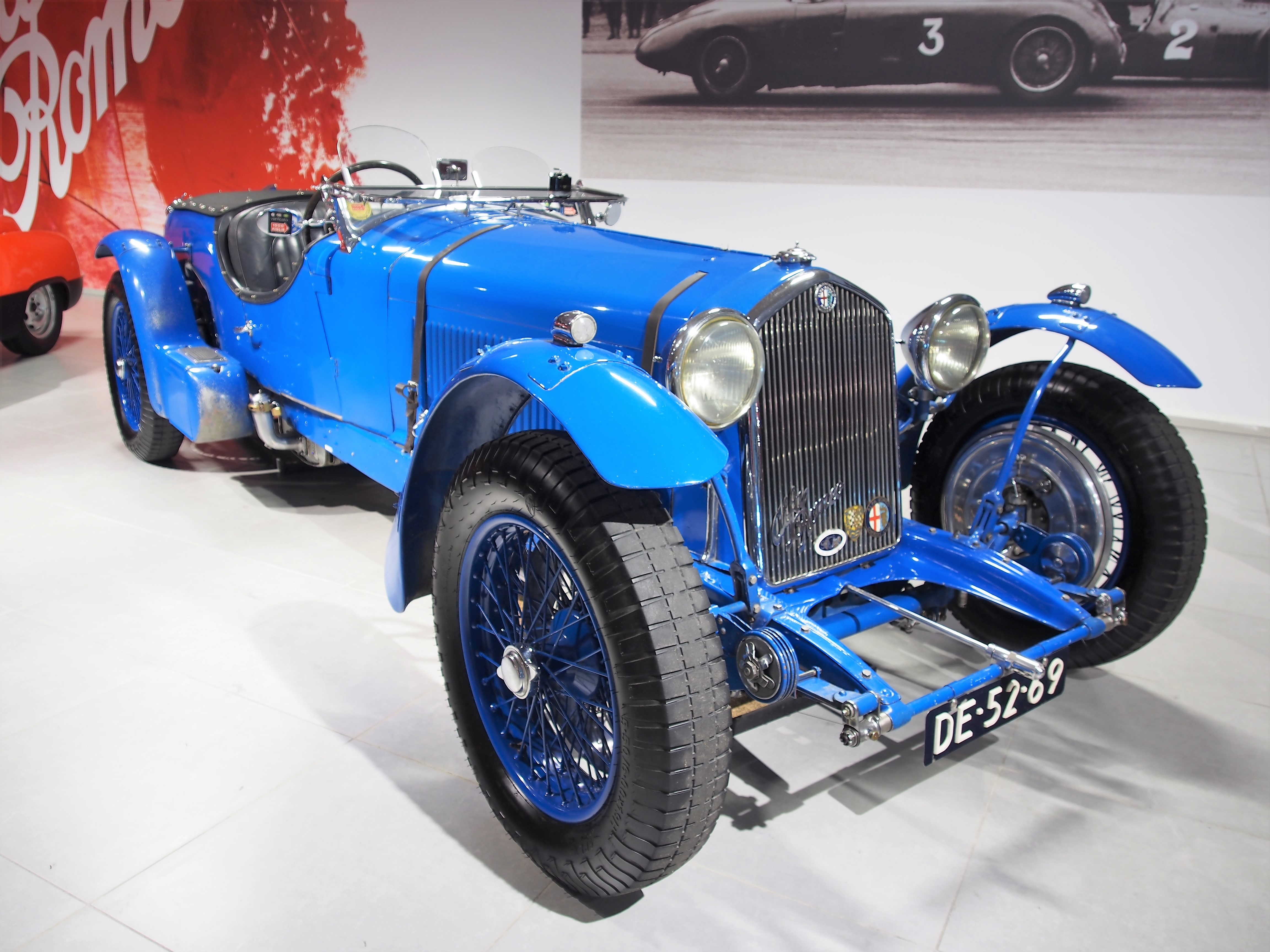
Un'Alfa Romeo 8C 2300 Le Mans Touring (1933) in livrea Bleu de France
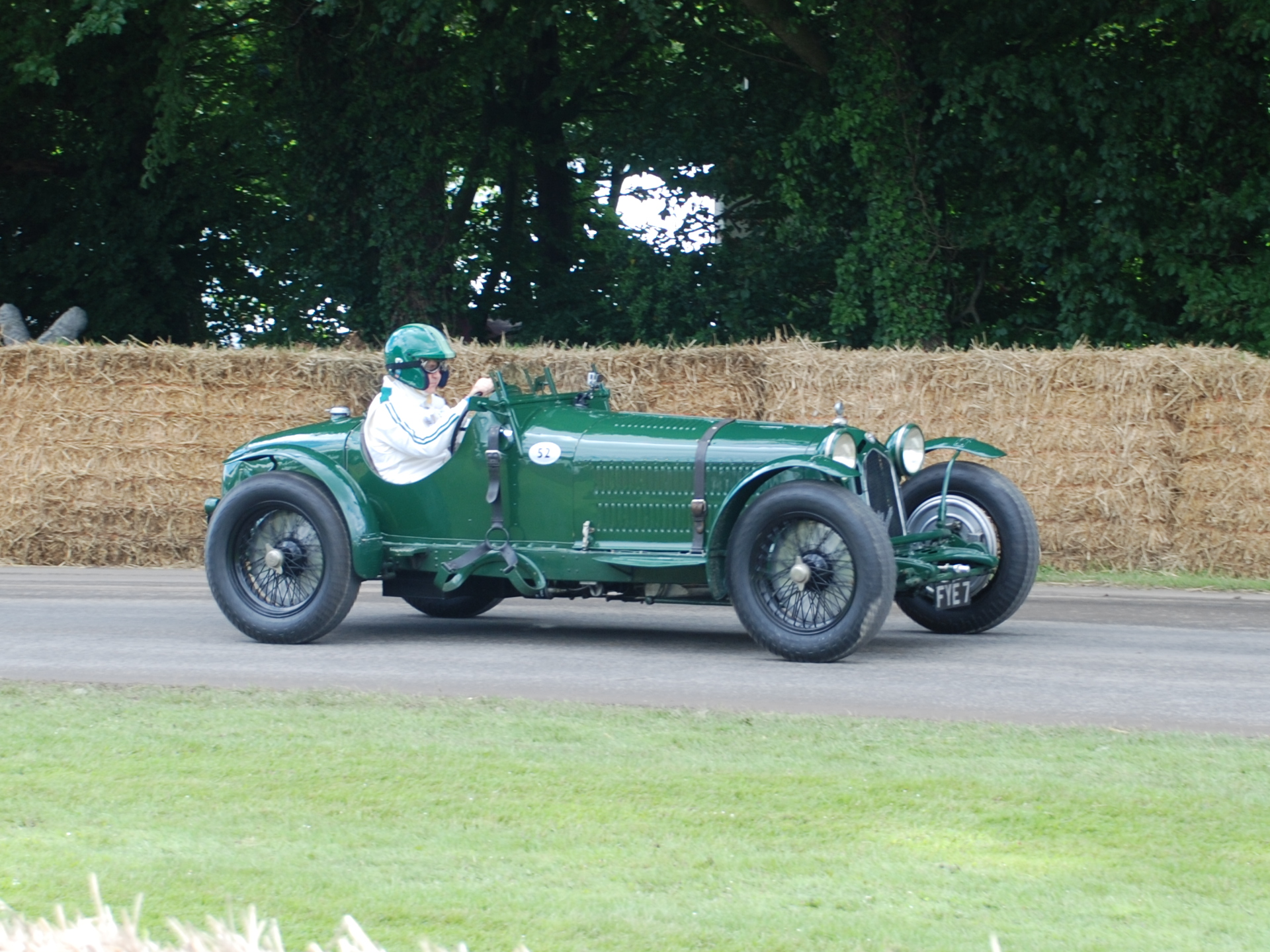
Un'Alfa Romeo 8C 2300 Monza (1931) in livrea British racing green
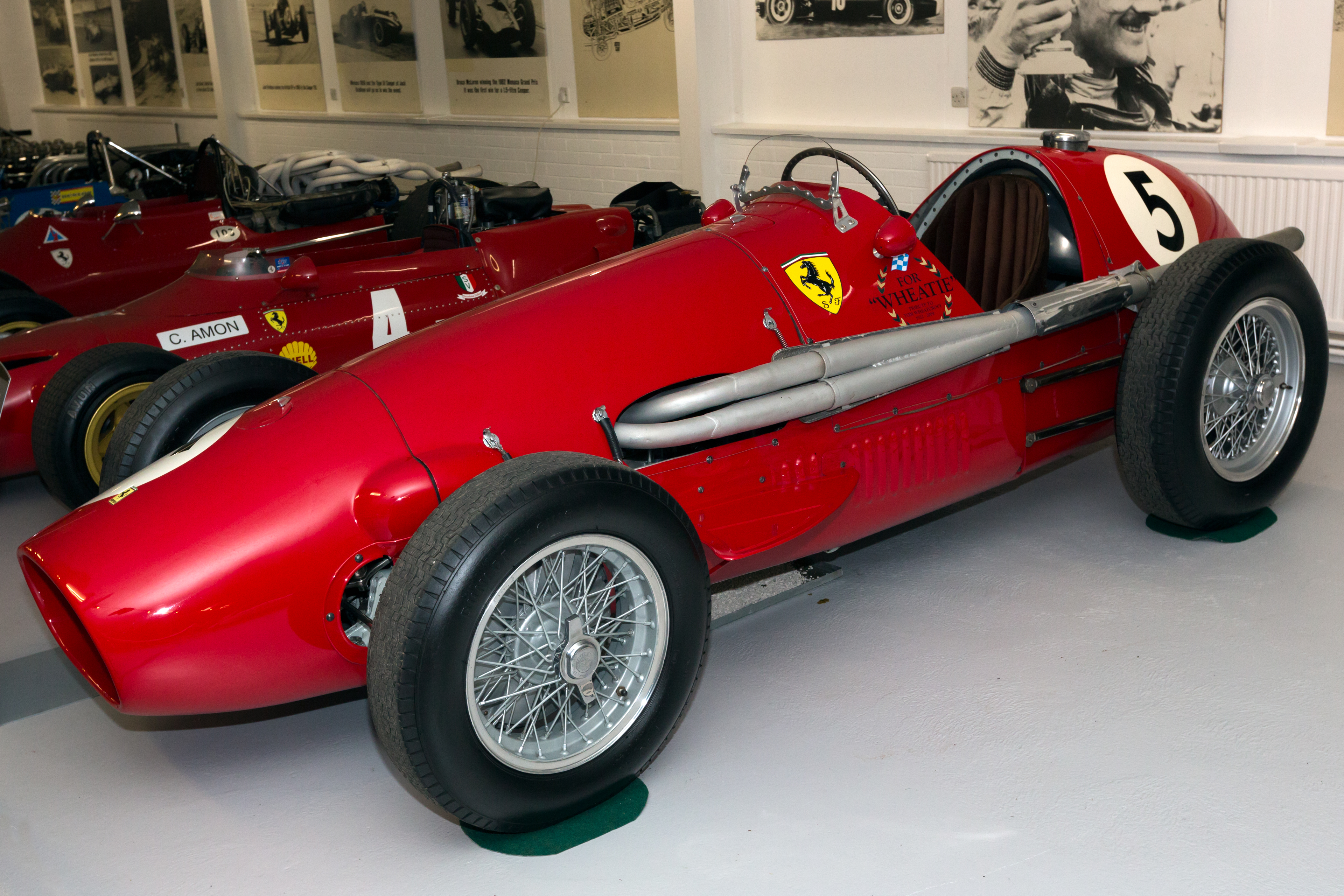
Una Ferrari 500 F2 (1952-53) in rosso Ferrari

Nacquero ben presto delle varianti specifiche in seno alle diverse case italiane: il rosso Ferrari è definito in una tonalità più chiara, il rosso Alfa assume un tono più scuro – sebbene la casa del Portello sia storicamente legata anche al verde, vedi il Biscione di Milano che trova spazio nel marchio, e soprattutto il Quadrifoglio di Sivocci che contrassegna i modelli sportivi e da competizione –, mentre ancor più differenti appaiono il rosso Montebello di Lancia, di fatto un amaranto e in seguito adornato da una sottile banda gialloblù richiamante le insegne comunali torinesi, e il rosso Maserati, un amaranto tendente al mattone. Caso a parte FIAT che, dal secondo dopoguerra in poi, sovente ha prediletto affidarsi alle tinte biancorosse e poi giallorosse di Abarth, quest'ultima nata come scuderia esterna e poi divenuta reparto corse interno della casa torinese.
Il colore da associare all'auto non era determinato dal Paese in cui veniva costruita né dalla nazionalità del pilota, bensì da quella della scuderia che la portava in gara, motivo per cui, soprattutto nel dopoguerra e specificamente per la Ferrari, si ricordano auto del Cavallino con livree diverse dal rosso: quella azzurra e gialla dell'argentino Juan Manuel Fangio a Monza nel 1949, quella bianca e rossa della squadra svizzera Espadon per Rudolf Fischer e quella verde del britannico Peter Whitehead; più di tutte rimane nella memoria la Ferrari 156 F1 gialla dell'écurie belga Francorchamps, quarta al traguardo con Olivier Gendebien nel Gran Premio del Belgio 1961 dietro ad altre tre Ferrari, queste colorate nel classico rosso poiché portate in pista dall'italiana Scuderia Ferrari nonostante avessero visto alla guida gli statunitensi Phil Hill e Richie Ginther, e il tedesco occidentale Wolfgang von Trips.

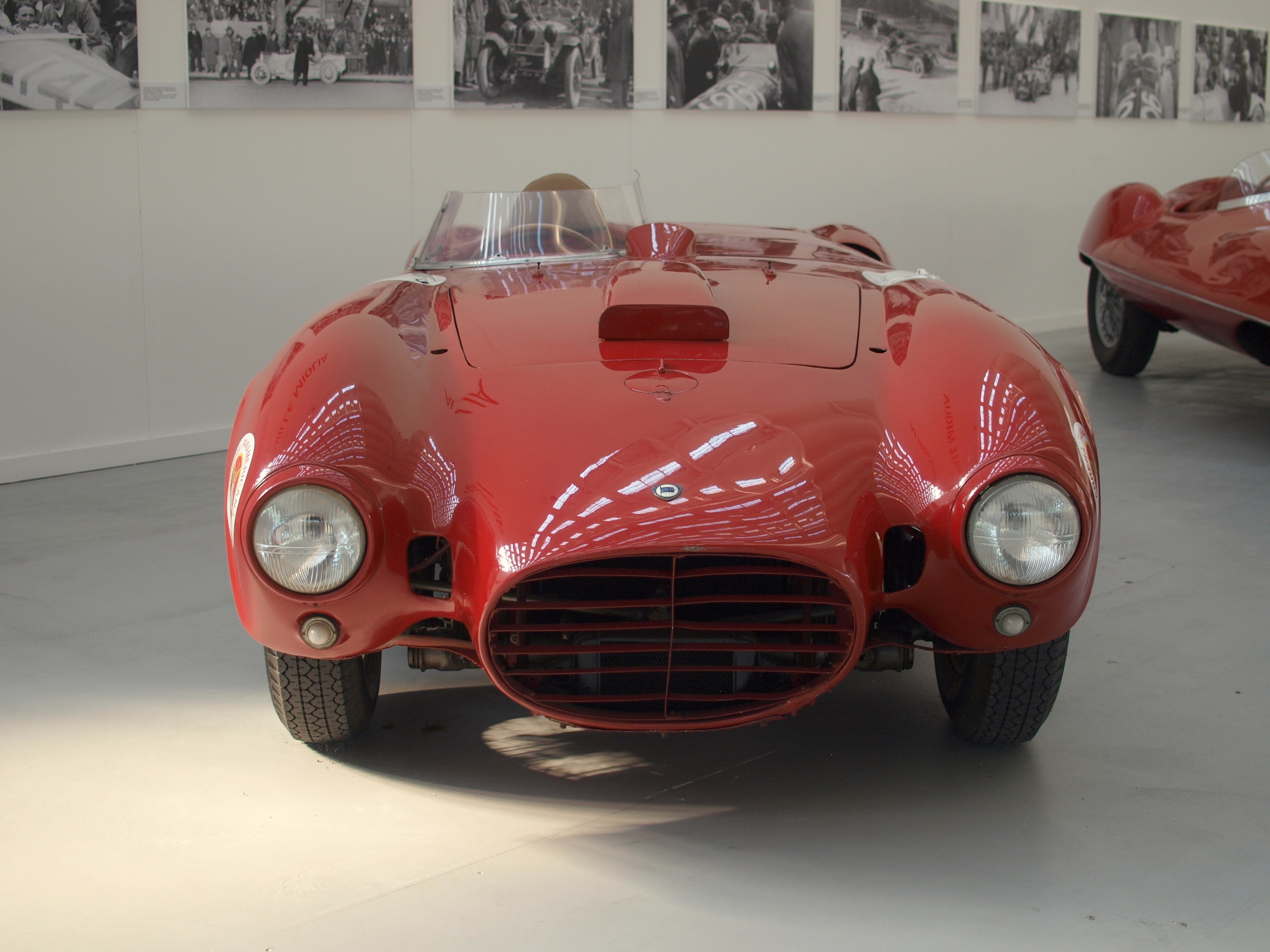
Una Lancia D24 (1953) nell'originale rosso Montebello di Lancia
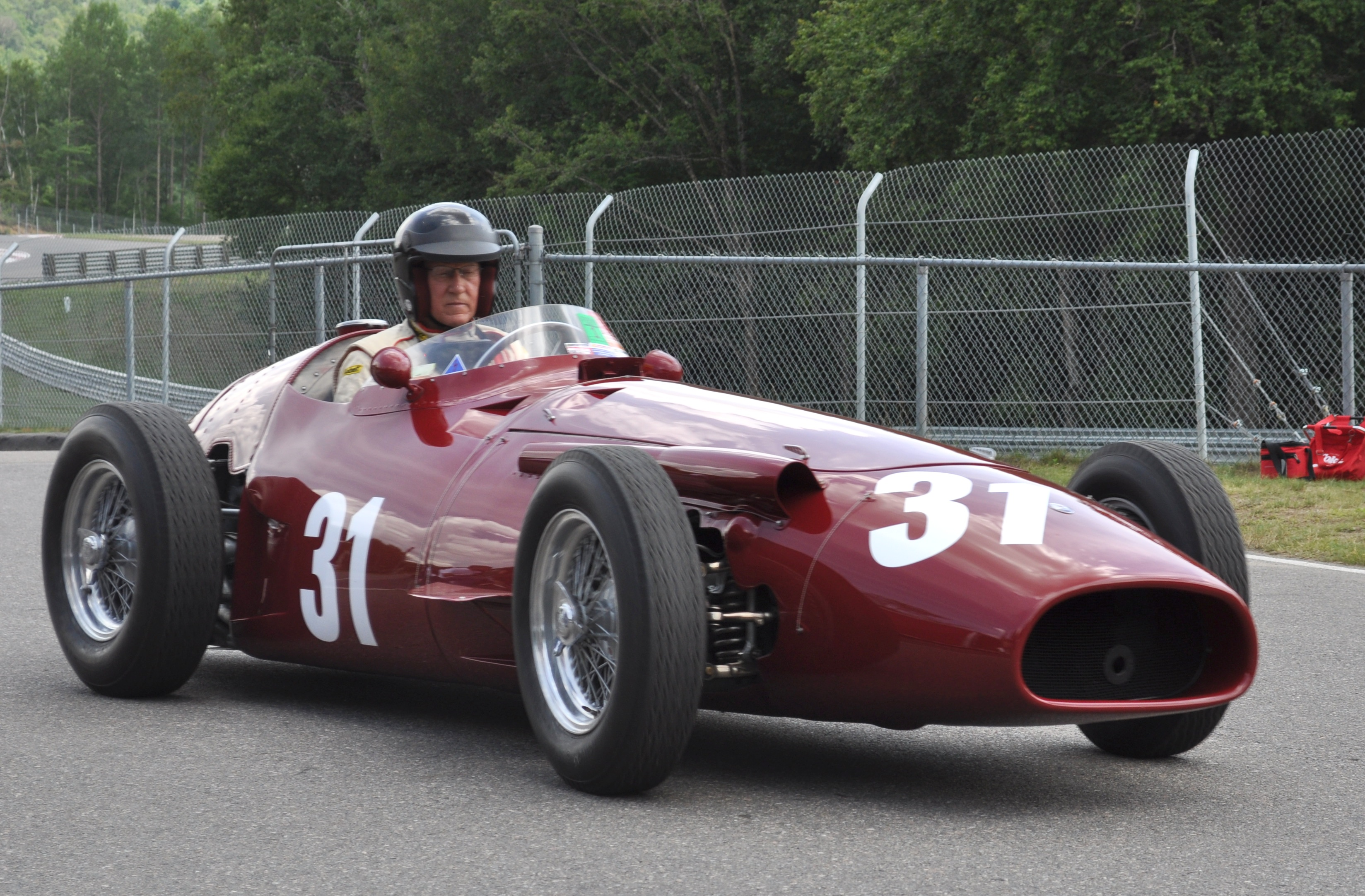
Una Maserati 250F (1954-60) in rosso Maserati
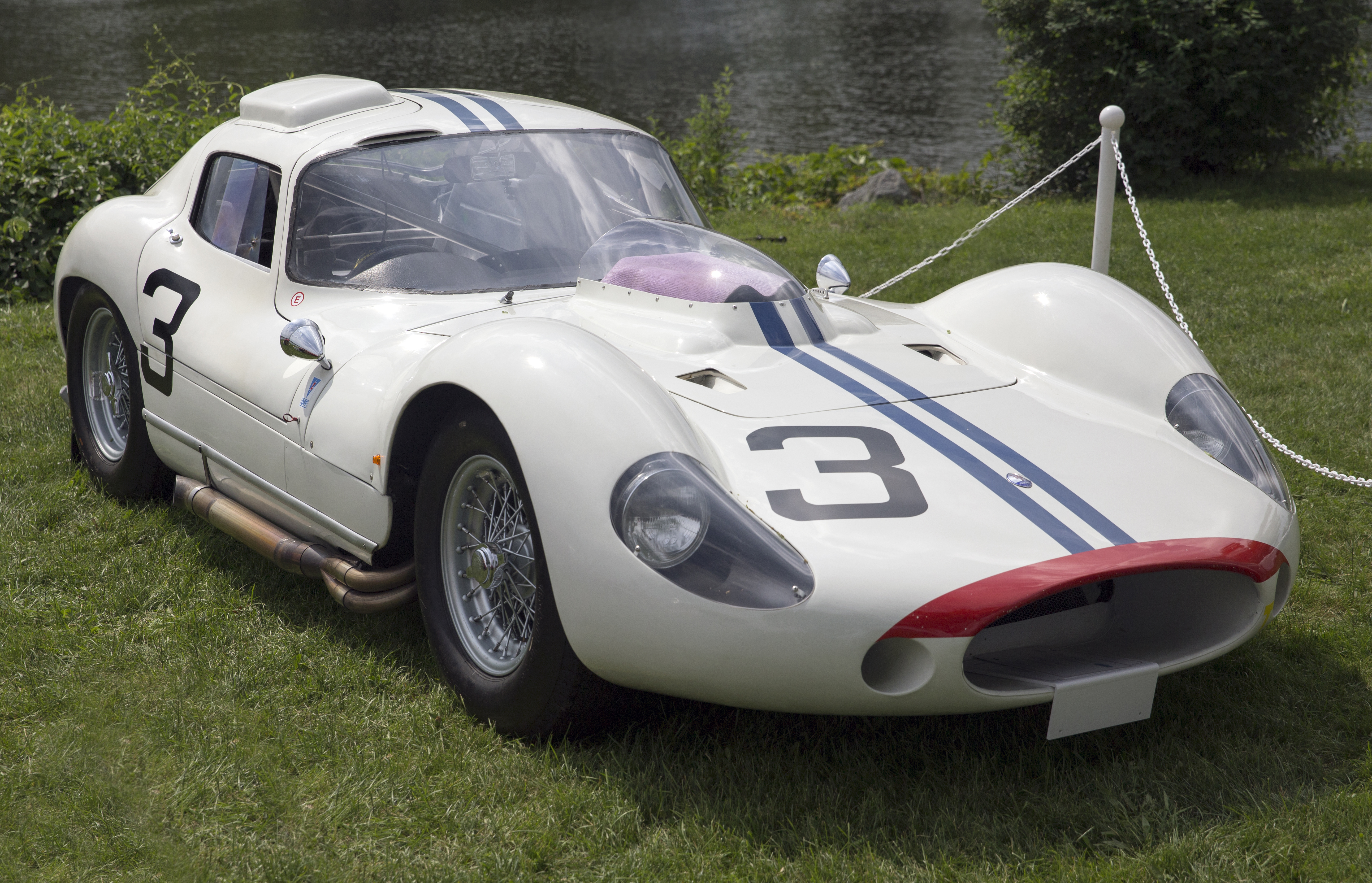
Una Maserati Tipo 151 (1962) in livrea statunitense, bianca con racing stripes blu
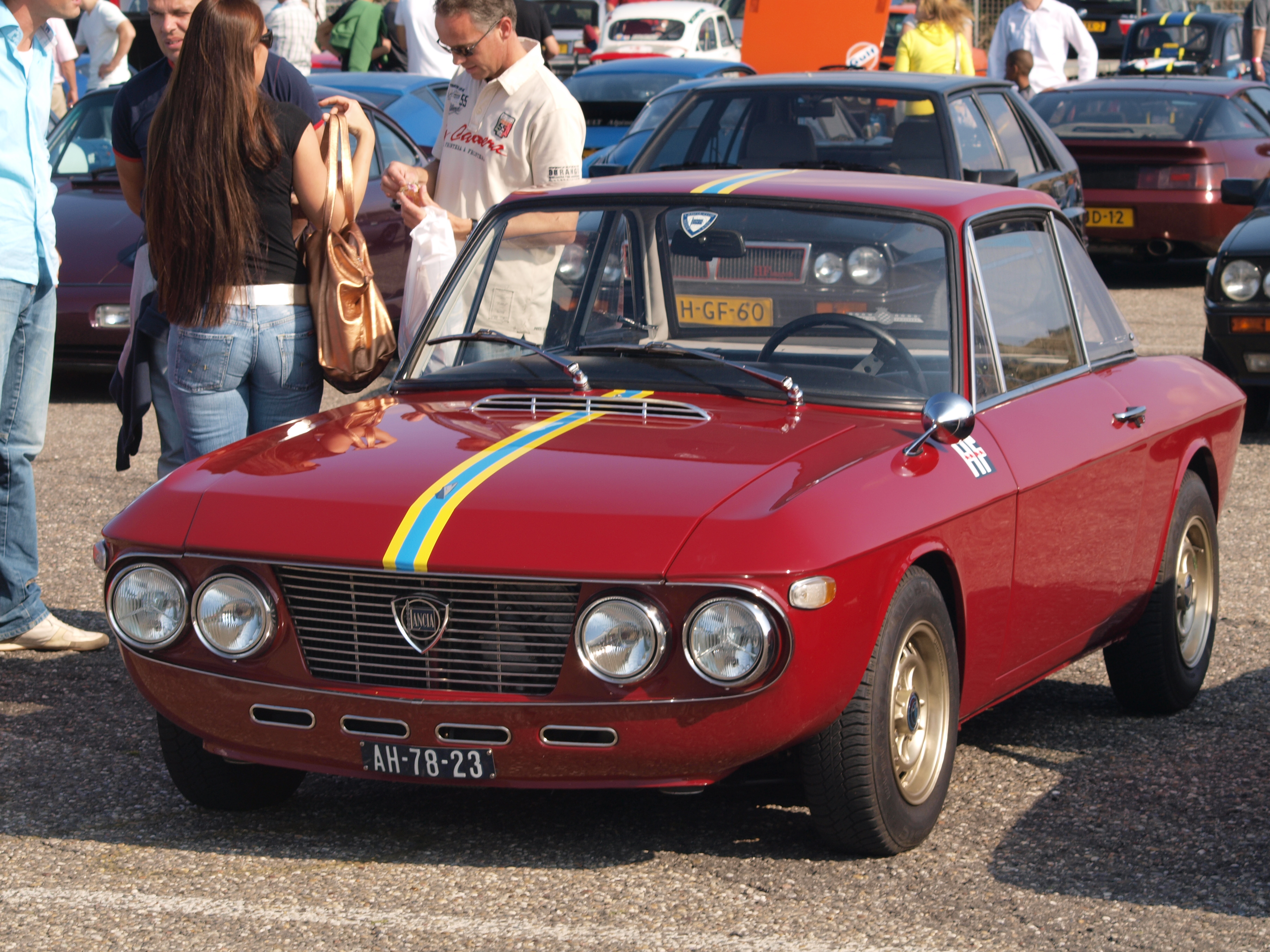
Una Lancia Fulvia Coupé HF (1965), con lo storico rosso Montebello aggiornato da una banda gialloblù torinese
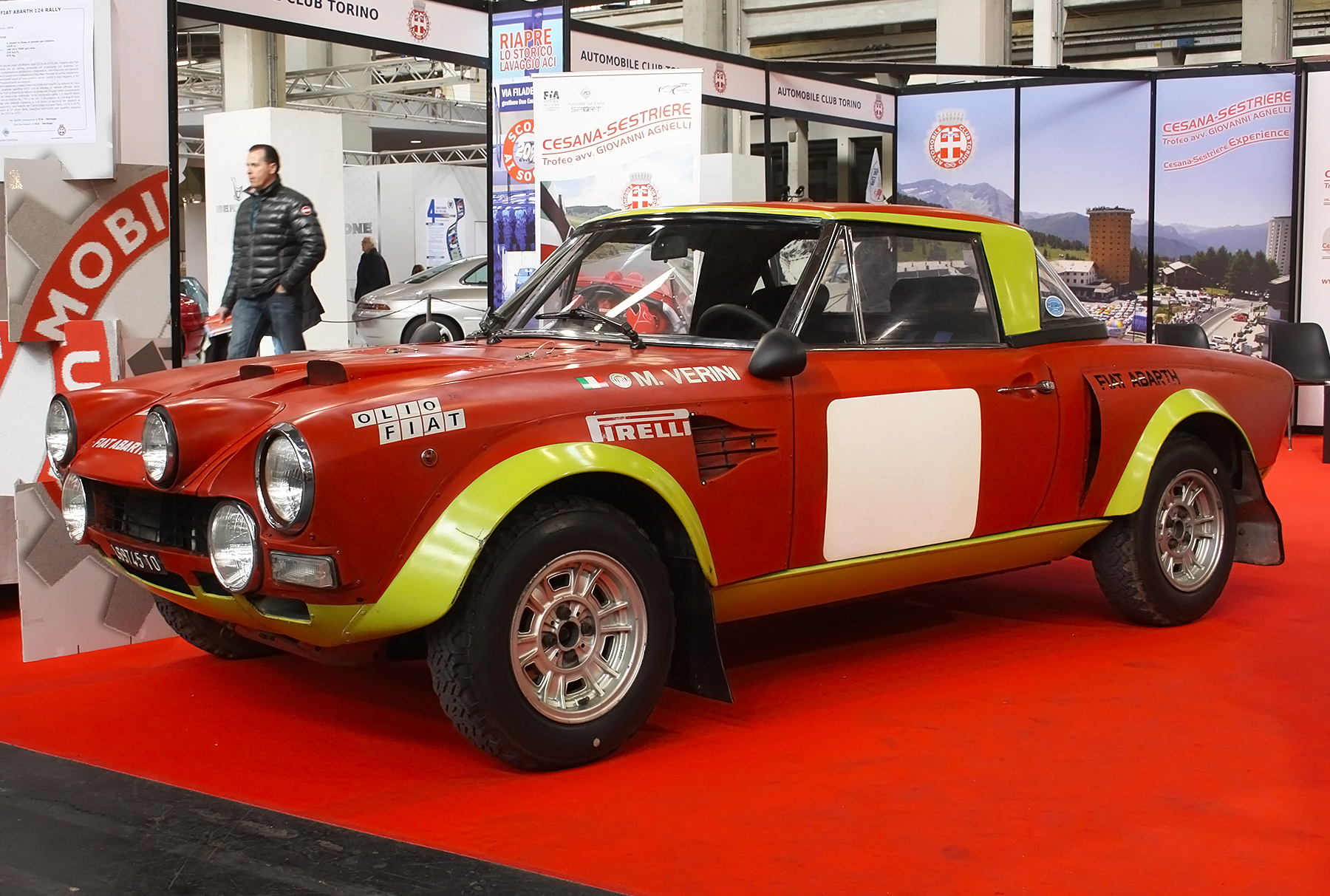
Una Fiat 124 Abarth Rally (1972-75) nella livrea giallorossa del reparto corse Abarth
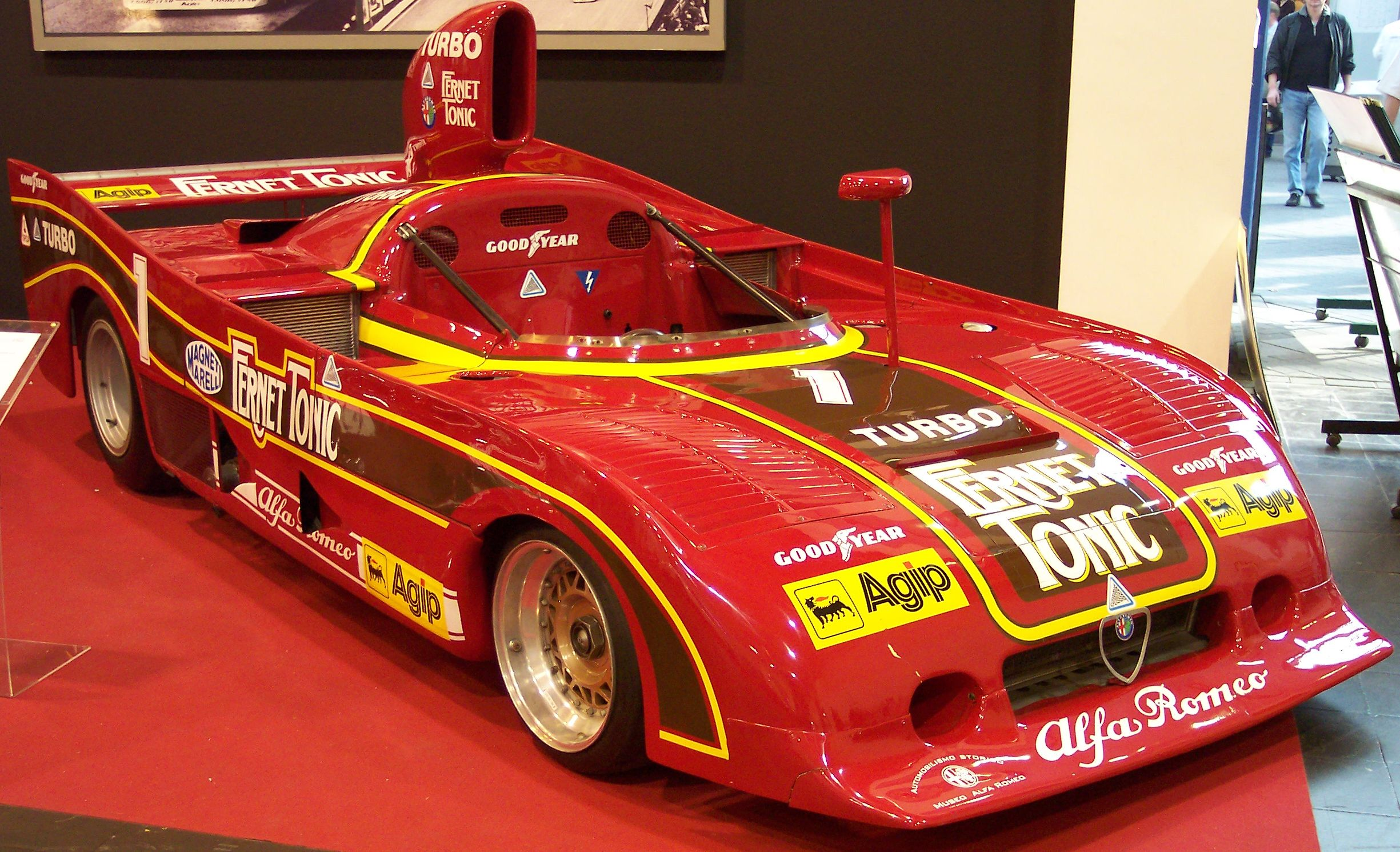
Un'Alfa Romeo Tipo 33 (1977), con lo storico rosso Alfa abbinato ai sopraggiunti sponsor

Ancora nel 1964, negli ultimi due Gran Premi stagionali di Formula 1, le Ferrari ufficiali scesero in pista con la livrea biancoblù della scuderia privata NART (North American Racing Team) dell'italoamericano Luigi Chinetti: ciò per volontà di Enzo Ferrari, in segno di protesta per la mancata omologazione della 250 LM che avrebbe dovuto correre nella categoria Gran Turismo. Vi furono comunque altre eccezioni non motivate da ragioni di sorta: si ricordano la Maserati 8CTF due volte vittoriosa nel biennio 1939-1940 alla 500 Miglia di Indianapolis e che, pur correndo da privata per la scuderia locale Boyle, mantenne pressoché l'amaranto della casa modenese, solo adottandone una variante metallizzata, o il debutto della Lancia D23 al Gran Premio dell'Autodromo di Monza (1953), per l'occasione colorata eccezionalmente in un blu chiaro.
Per convenzione al 1968, anno in cui la Lotus 49 rinunciò alla propria livrea britannica in favore delle tinte aziendali della Gold Leaf, viene fatto ricondurre il tramonto dei colori nazionali nell'automobilismo, ben presto sostituiti da quelli imposti dagli sponsor di turno; peraltro non erano mancati estemporanei esempi precedenti, la cui primogenitura viene fatta ricondurre alla Maserati Tipo 420/M/58/Eldorado con cui Stirling Moss aveva partecipato nel 1958 alla 500 Miglia di Monza, e dove il rosso corsa del Paese d'origine era stato soppiantato da una livrea «bianco panna» che pubblicizzava, per l'appunto, la Eldorado in quello che è passato alla storia come «il primo esempio di sponsorizzazione moderna» nelle corse. Nonostante questo nuovo scenario, la Ferrari in primis, a differenza della maggior parte delle altre scuderie, mantenne il suo tradizionale rosso facendone al contrario il proprio segno distintivo sui circuiti. Pochi altri team seguirono tale strada nei decenni seguenti: tra le rare eccezioni, la tedesca Mercedes e le sue frecce d'argento, Jaguar e Aston Martin che rispolverarono il tradizionale verde britannico, e Ligier, Prost e Alpine che, nonostante le necessità degli sponsor, sfoggiarono livree sempre su base blu di Francia.

Una Lancia Delta HF Integrale 16v (1989), con il rosso corsa abbinato alle stripes del Martini Racing
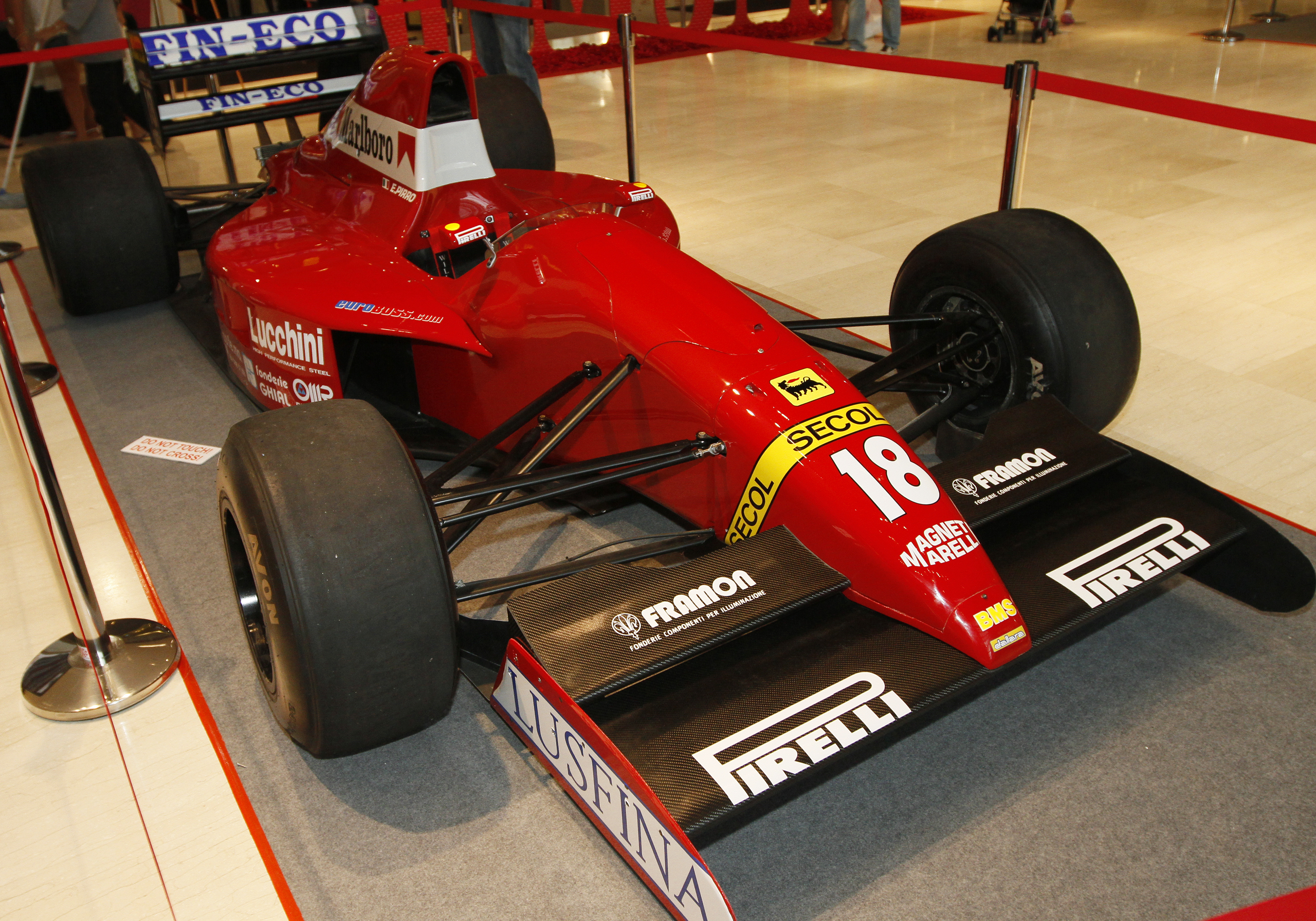
Una Dallara 191 della Scuderia Italia (1991)
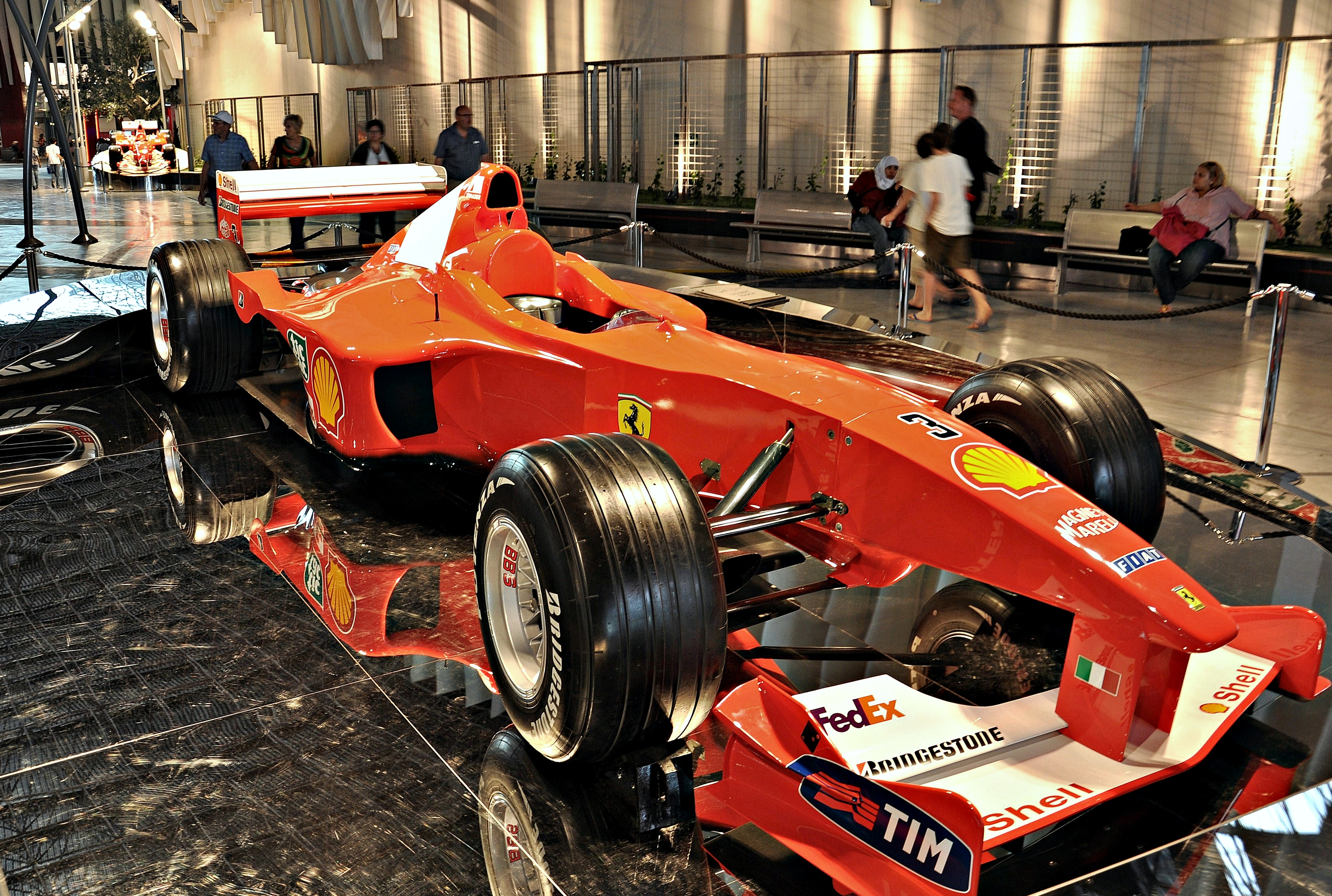
Una Ferrari F1-2000 (2000)
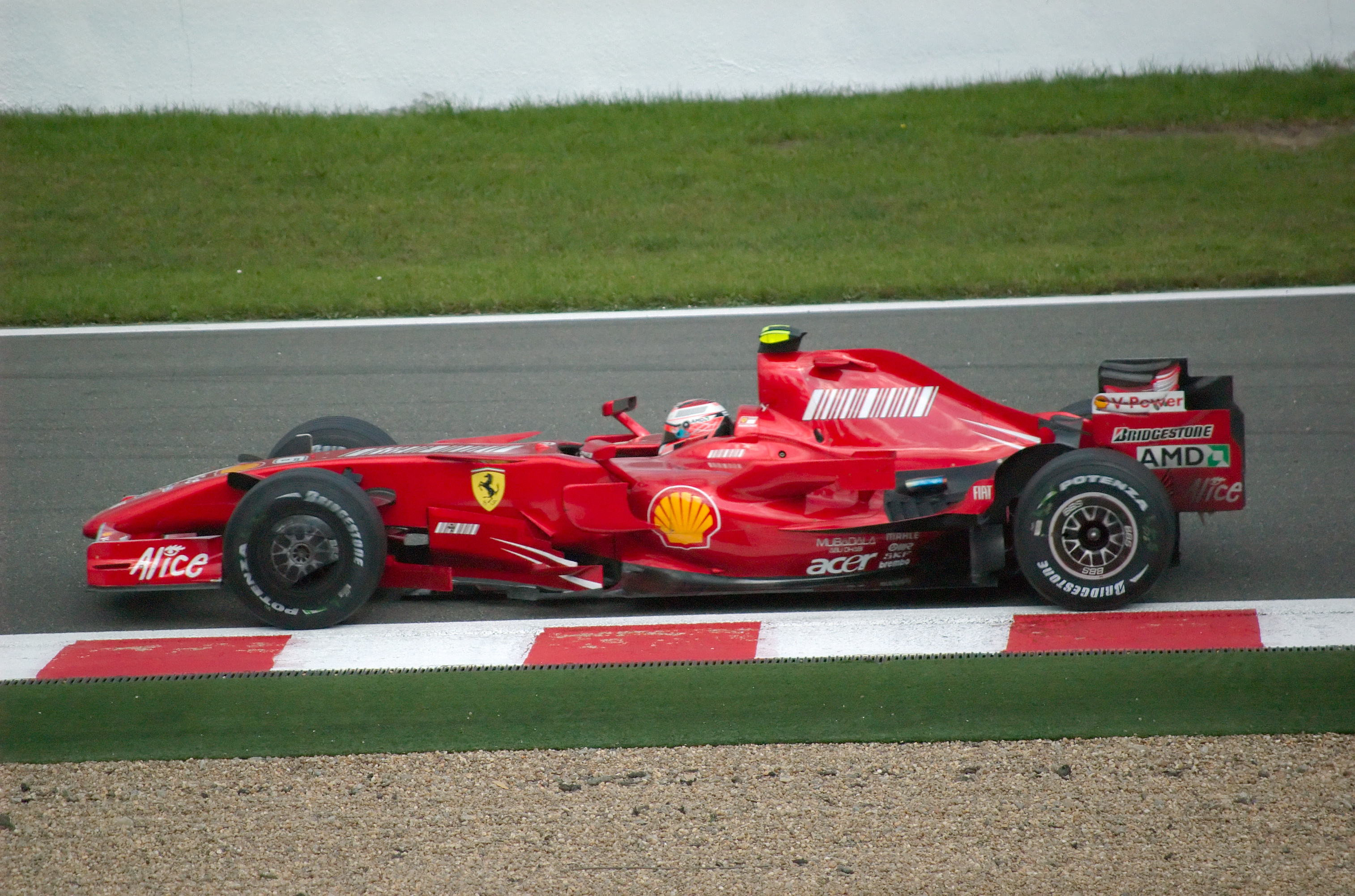
Una Ferrari F2007 (2007) con un rosso Ferrari in variante metallizzata
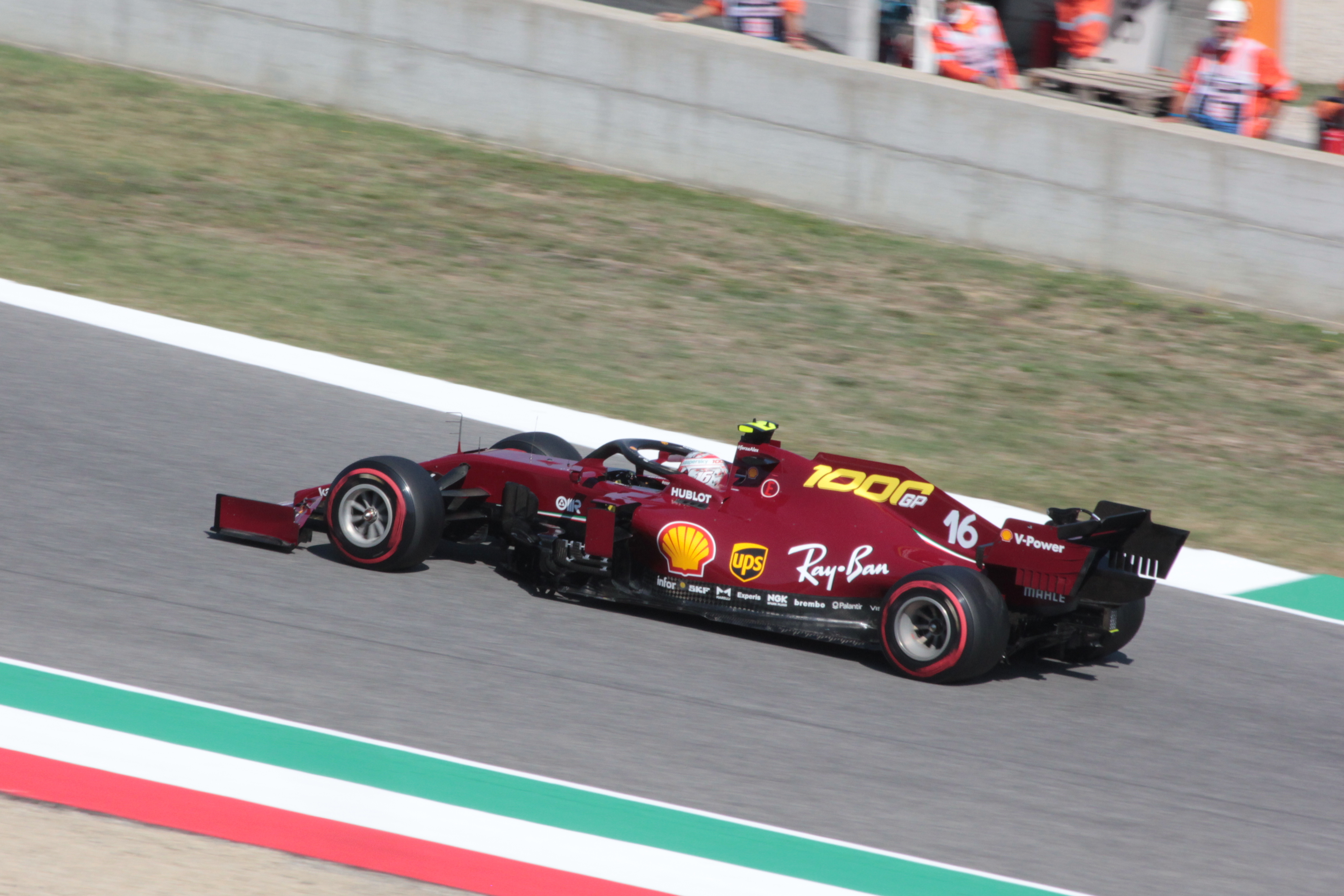
La Ferrari SF1000 in variante amaranto per celebrare la Ferrari 125 S (2020)
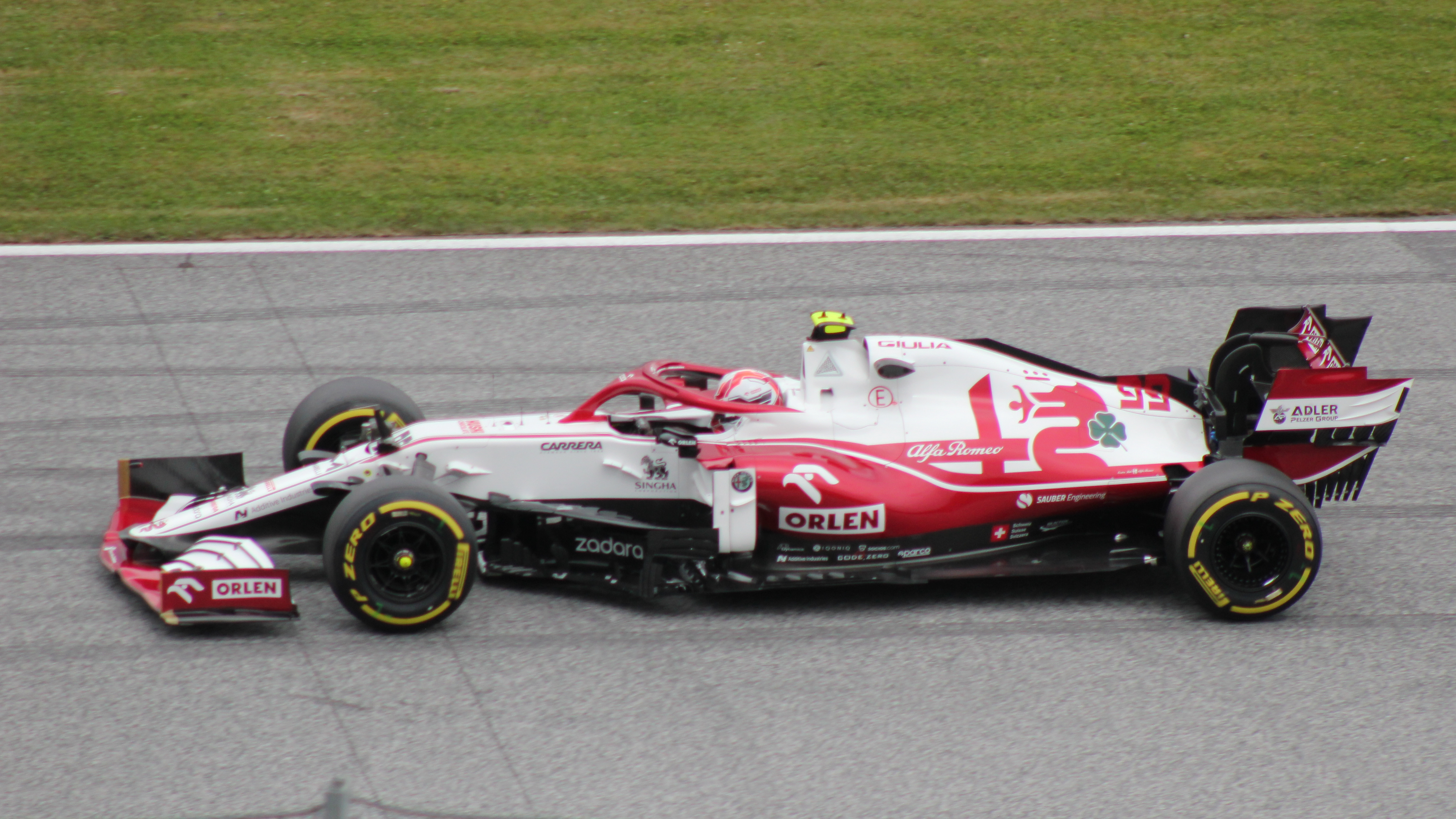
Un'Alfa Romeo Racing C41, con il rosso Alfa unito al bianco della svizzera Sauber (2021)

Da ricordare anche i casi della scuderia italiana Tecno e della britannica Brabham motorizzata Alfa Romeo nella Formula 1 degli anni Settanta, e della Lancia Delta HF Integrale 16v vittoriosa nel 1989 al Rally di Sanremo, in cui le stripes del Martini Racing – altra livrea iconica nella storia dell'automobilismo – vennero abbinate al tradizionale rosso corsa.
Dal 1997, con la F310B, per la prima volta il rosso Ferrari cambiò tonalità onde avvicinarlo al colore aziendale del title sponsor Marlboro: da allora le monoposto di Maranello destinate a gareggiare in Formula 1 vengono solitamente verniciate in un rosso più brillante, tendente all'arancione, poiché tale colore viene reso tramite le riprese televisive in una tonalità diversa, simile all'originale rosso corsa che tutti i telespettatori possono riconoscere. Tuttavia nella storia del Cavallino non mancano variazioni estemporanee, come il rosso metallizzato visto nel 2007 sulla F2007, il rosso scuro che contraddistinse nel 2013 la F138, o il rosso opaco portato al debutto nel 2019 sulla SF90.

### Altri sport
Nel corso del tempo il rosso corsa ha valicato l'ambito prettamente automobilistico, facendo breccia anche in altre discipline dello sport italiano. Per assonanza motoristica, l'ambito più influenzato è stato il motociclismo dove, dagli anni 80 del XX secolo in poi, dapprima Cagiva e quindi soprattutto Ducati hanno fatto del rosso il proprio colore di riferimento. La casa di Borgo Panigale, in particolare, adotta stabilmente questa tinta per le proprie moto ufficiali da competizione dal 1988, anno di nascita del campionato mondiale Superbike; in precedenza non vi erano vincoli aziendali, tanto che nella storia del marchio bolognese rimangono nella memoria la livrea argento con cui Paul Smart aveva trionfato nel 1972 alla 200 Miglia di Imola, e la livrea tricolore con cui Marco Lucchinelli aveva conquistato nel 1987 la Battle of the Twins di Daytona; in seguito, uniche eccezioni di rilievo al rosso Ducati sono state rappresentate dalla livrea celebrativa argento sfoggiata da Troy Bayliss nel Gran Premio di superbike di Imola 2001, nel ventennale del successo di Smart alla 200 Miglia, e quella gialla portata in pista nel 2023 dai due team ufficiali MotoGP e Superbike in occasione delle gare sul Misano World Circuit Marco Simoncelli, che omaggiava alcune 750 di Bruno Spaggiari degli anni 70 nonché la Ducati 748 con cui Paolo Casoli aveva fatto sue le Supersport World Series 1997.
Al di fuori dell'ambito motoristico – e a differenza delle altre rappresentative sportive italiane, tradizionalmente aderenti all'azzurro –, il rosso corsa ha trovato una discreta applicazione in Italia anche negli sport invernali, specificamente in discipline intrinsecamente connaturate alla velocità: la nazionale di bob utilizza storicamente delle guidoslitte con carena verniciata di rosso, ispirandosi esplicitamente alle auto da corsa; ciclicamente, anche la nazionale di sci alpino ha vestito tute rosse in luogo del tradizionale azzurro.

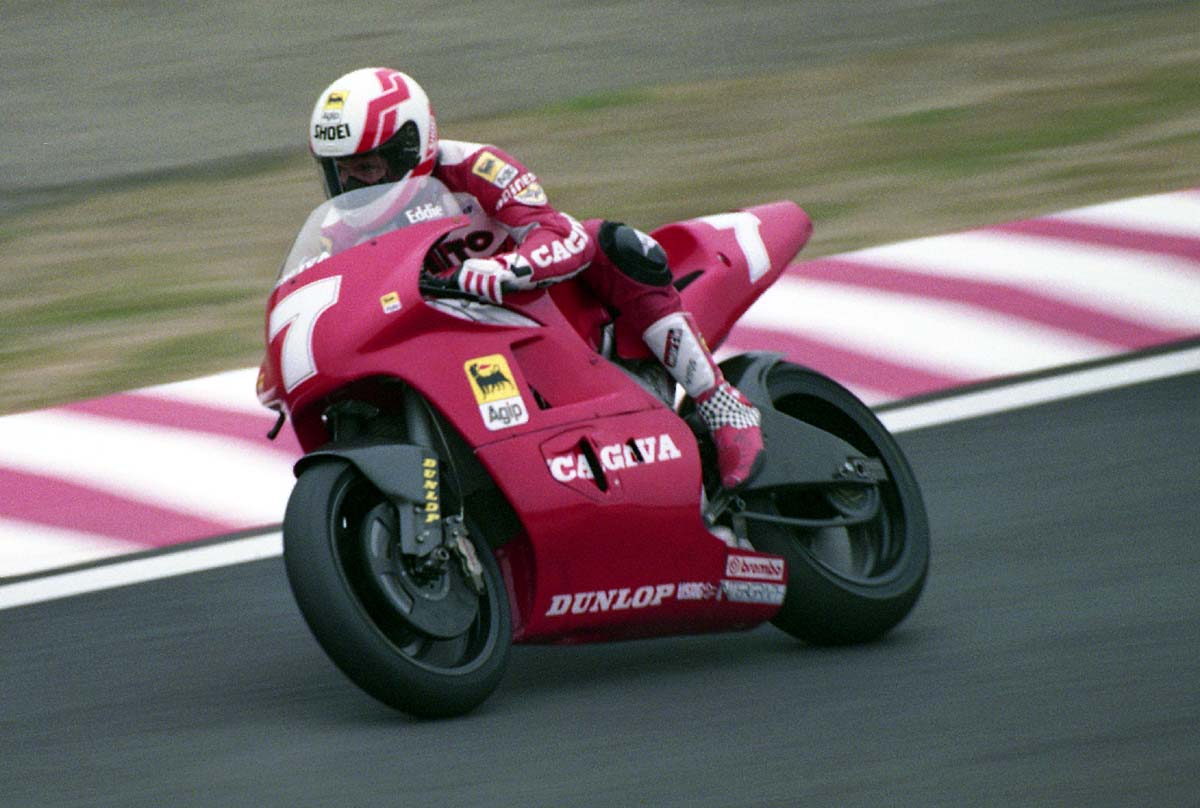
Una Cagiva C592 (1992)
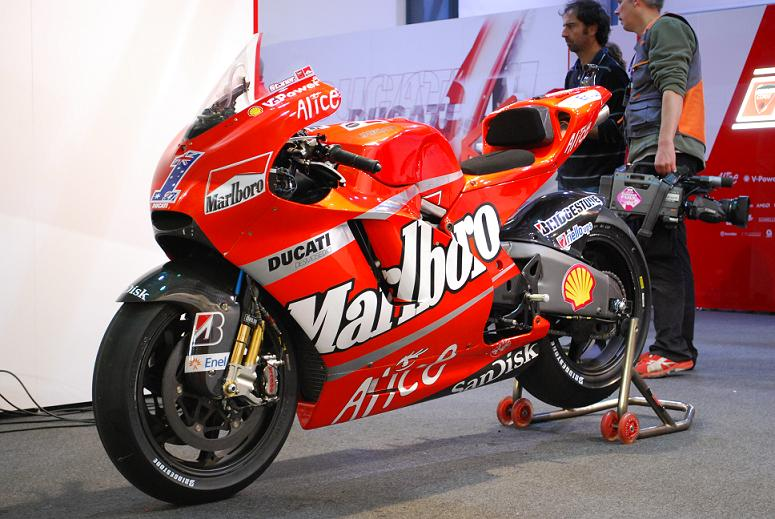
Una Ducati Desmosedici (2008)
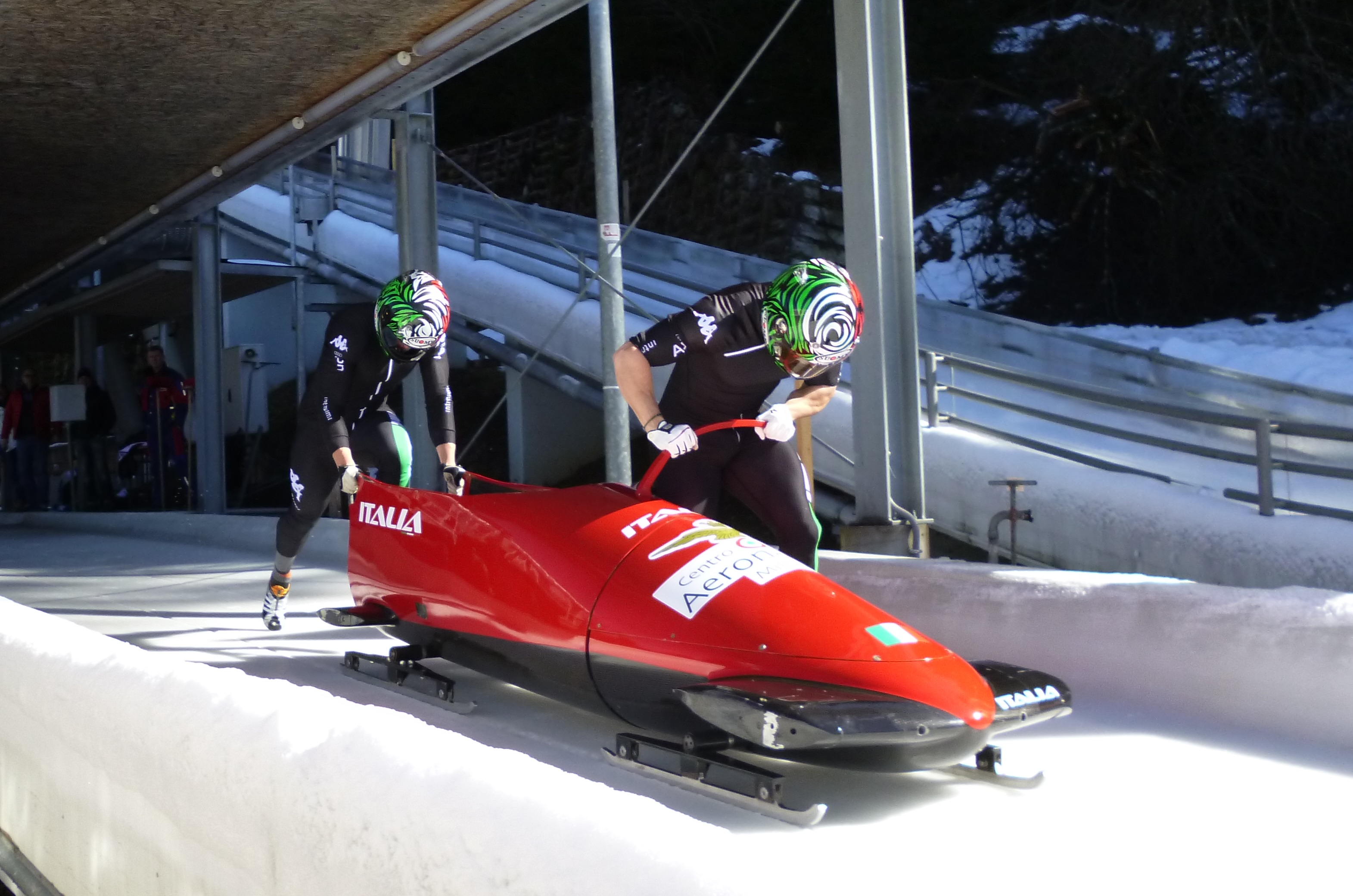
Una guidoslitta della nazionale di bob (2014)